# 歐德理
歐德理（德語：Ernst Johann Eitel，1838年2月13日—1908年10月8日），德國人，生於德國的符騰堡，原是符騰堡福音教會的牧師，曾至中國廣東傳播福音，是港英政府時期的「中國通」專家。愛好中國風水，編著有多本語言學著作，如：中英字典、廣東話發音專書、粵語詞典等。

## 生平

### 早期經歷
1838年，歐德理出生於符騰堡。1860年於圖賓根大學文學碩士畢業後，他於符騰堡福音教會，成為一名牧師服務教友。

### 使命
後來，作為福音教會牧師的他前往廣東省新安县傳播福音。1865年4月，他轉到廣州倫敦会來接管博羅福音會及廣州以外的客家村落。
1866年，他娶了女性教育會的伊頓女士（Mary Anne Winifred Eaton，曰字樓女館前校長）。
1870年1月，他搬到香港，但仍然掌管博羅福音會。1875年他成為中文研究主任。1879年4月，他辞任倫敦会牧師一職。他在香港成為校監，後是港英政府第8任總督軒尼詩的中文秘書。
1877年，歐德理也出版了他的粵語詞典，名為Chinese Dictionary in the Cantonese Dialect（粵語中文字典），它基於1856年衞三畏的Tonic Dictionary of the Chinese Language in the Canton Dialect ，其作品後被訂為粵語標準，但其作品被黃錫凌在其作品粵音韻彙中批評，指其作品不準确。
1879年，加入港英政府，是香港歷史上第一位入英屬香港籍的外國人。他是殖民地年代香港政府中文秘書的華人事務專家、「中國通」，編有中英字典、廣東話發音專書，愛好中國風水，曾任洋務參贊，香港最高法院傳譯員，對保良局的成立有貢獻。在軒尼詩港督年代，他比伍廷芳更早入英籍。

### 退休
1897年退休，並移居澳洲，重返牧師工作。1908年， 他在澳洲阿德萊德辭世，享年70歲。

## 著作
- 《Chinese Dictionary in the Cantonese Dialect》（粵語詞典），1877年出版。
- 《A Chinese-English Dictionary in the Cantonese Dialect, 第1卷》，Ganesha出版， 2001年重印，ISBN 1862100195，ISBN 9781862100190。
- 《Europe in China》 Kelly & Walsh, Ltd., 1895年出版。